# クルーズトリパノソーマ
クルーズトリパノソーマ（学名:Trypanosoma cruzi）とは、鞭毛虫類キネトプラスト類トリパノソーマ属に属する原虫の1種であり、ヒトのシャーガス病の原因となる。サシガメにより媒介され、感受性動物はヒトを含む150種以上の哺乳類。米国南部、中南米に分布。ヒトにおけるシャーガス病の症状は発熱、全身性の浮腫、脾臓や肝臓の腫大、原虫血症、心筋炎、脳炎など。亜種に、Trypanosoma cruzi marinkellei Baker, Miles, Godfrey et Barret, 1978 がある。

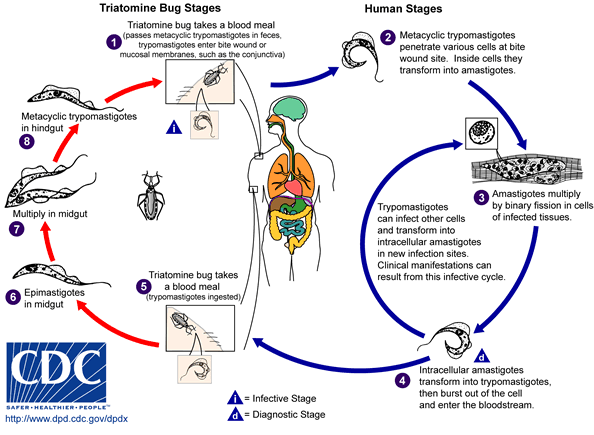
クルーズトリパノソーマの生活環